# Người Mỹ gốc Belarus
Người Mỹ gốc Belarus (tiếng Anh: Belarusian Americans, tiếng Belarus: Беларускія амерыканцы, đã Latinh hoá: Biełaruskija amerykancy; tiếng Nga: Белорусские американцы, đã Latinh hoá: Byelorusskiye amerikantsy), đôi khi còn được gọi là người Mỹ gốc Belorussia hay người Mỹ gốc Byelorussia công dân của Hoa Kỳ có tổ tiên nguồn gốc từ Belarus. Số lượng chính xác người Belarus ở Hoa Kỳ không thể được thiết lập, vì thống kê điều tra dân số và nhập cư không bao gồm người Belarus trong một danh mục riêng biệt và nhiều người trong số họ đã được đăng ký bởi người Ba Lan hoặc người Nga, tùy thuộc vào khu vực của Belarus nơi họ sinh ra.

## Lịch sử
Có ý kiến cho rằng những người nhập cư Belarus đầu tiên đến Hoa Kỳ, định cư ở đó vào đầu thế kỷ 17 ở Virginia, có thể được đưa ra bởi Đại úy John Smith, người đã đến thăm Belarus vào năm 1603. Làn sóng di cư hàng loạt đầu tiên từ Belarus bắt đầu trong những thập kỷ cuối của thế kỷ XIX và tiếp tục cho đến khi Chiến tranh thế giới thứ nhất. Họ di cư đến Hoa Kỳ qua Libava và miền bắc nước Đức. Khi họ đến, hầu hết định cư ở New York, Philadelphia, Boston và Baltimore. Tuy nhiên, hầu hết những người Belarus đầu tiên này đã được đăng ký là người Nga (những người theo Cơ đốc giáo chính thống) hoặc là người Ba Lan (Công giáo Rôma). Hầu hết người Belarus di cư sang Hoa Kỳ sau Chiến tranh thế giới thứ nhất là những người nhập cư chính trị, chủ yếu từ Tây Âu và Ba Lan. Chỉ có vài ngàn người trong số họ. Rất ít người Belarus, chủ yếu đến từ các gia đình Do Thái-Belarus, đã đến Hoa Kỳ từ cuối những năm 1930 đến cuối năm 1941. Làn sóng di cư hàng loạt đầu tiên từ Belarus bắt đầu trong những thập kỷ cuối của thế kỷ XIX và tiếp tục cho đến chiến tranh thế giới thứ hai. Họ di cư đến Hoa Kỳ qua Liepāja và miền bắc nước Đức. Khi họ đến, hầu hết định cư ở New York, Philadelphia, Boston và Baltimore. Tuy nhiên, hầu hết những người Belarus đầu tiên này đã được đăng ký là người Nga hoặc là người Ba Lan. Hầu hết những người Belarus di cư đến Hoa Kỳ sau Thế chiến I là những người nhập cư chính trị, chủ yếu từ Tây Âu và Ba Lan. Chỉ có vài ngàn người trong số họ. Rất ít người Belarus, chủ yếu đến từ các gia đình Do Thái-Belarus, đã đến Hoa Kỳ từ cuối những năm 1930 đến cuối năm 1941.
Trong thời kỳ hậu Thế chiến II, từ năm 1948 đến đầu những năm 1950, khoảng 50.000 người Belarus đã di cư sang Hoa Kỳ; hầu hết trong số họ rời châu Âu vì lý do chính trị. Những người nhập cư này là cựu tù nhân chiến tranh từ quân đội Ba Lan và Liên Xô, những người từng làm việc ở Đức với tư cách là Ostarbeiter trong Thế chiến II, cựu émigrés rời Belarus sau chiến tranh hoặc năm 1939 khi Liên Xô tấn công Ba Lan, những người tị nạn đã chạy trốn Belarus năm 1943 hoặc 1944, và những người đào thoát và bất đồng chính kiến sau Thế chiến II. Họ đến từ nhiều quốc gia nơi họ đã định cư sau Thế chiến II. Phần lớn trong số họ đến từ Tây Đức và Áo. Nhiều người Belarus đến từ Anh, Pháp, Ý, Bỉ, Đan Mạch và các quốc gia khác ở Nam Mỹ và Bắc Phi.
Trong những năm 1980 và 1990, làn sóng của người Belarus di cư sang Hoa Kỳ tương đối nhỏ so với các làn sóng trước đó. Mọi người đã di cư vì lý do chính trị, kinh tế và gia đình. Hầu hết những người nhập cư này là người gốc Do Thái-Belarus. Cuộc điều tra dân số Hoa Kỳ năm 1980 đã đếm được 7.328 người Belarus ở Hoa Kỳ, nhưng cuộc điều tra dân số năm 1990 chỉ có 4.277 người Belarus.

## Nhân vật nổi tiếng

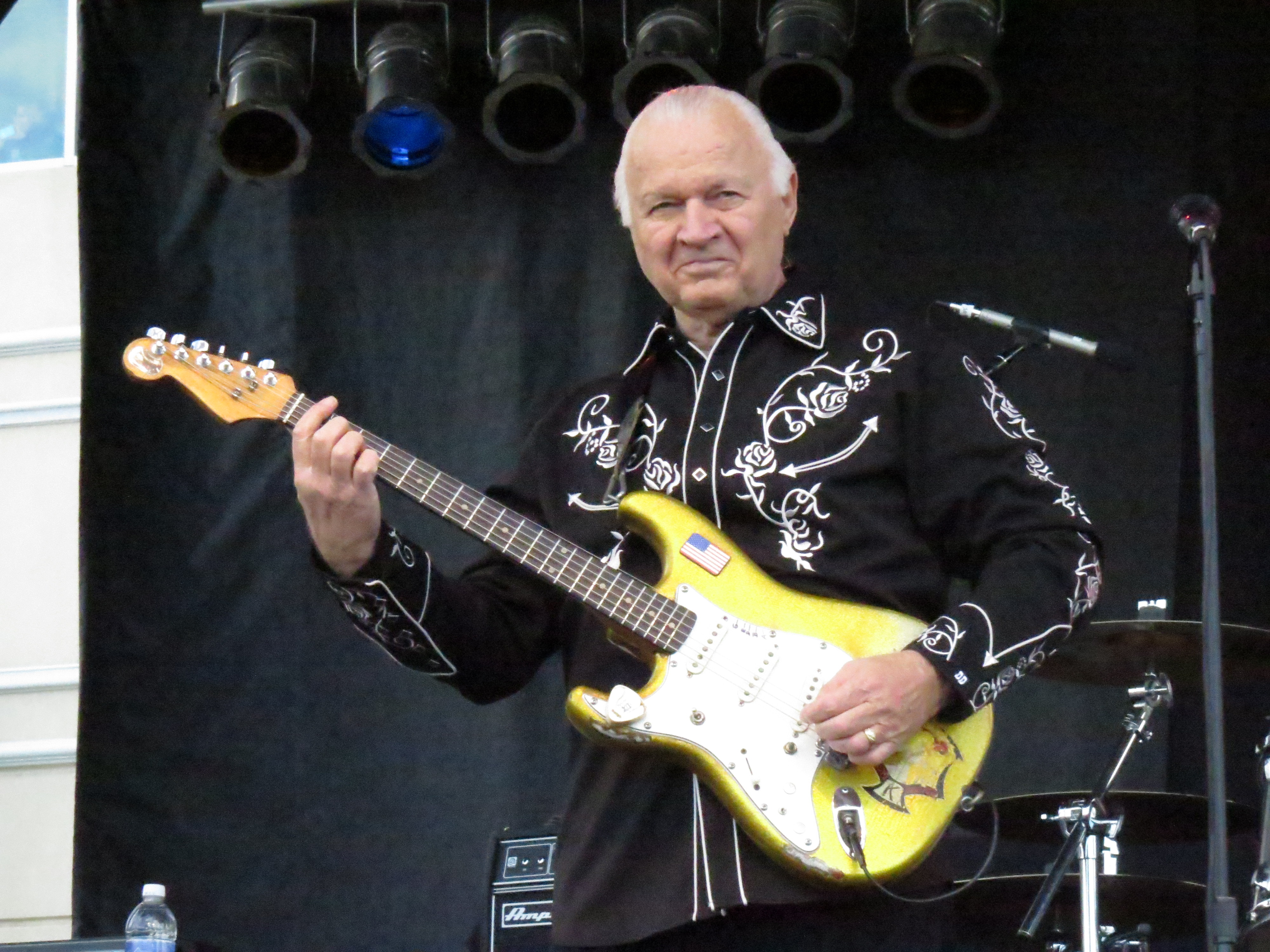
Dick Dale, nghệ sĩ guitar.
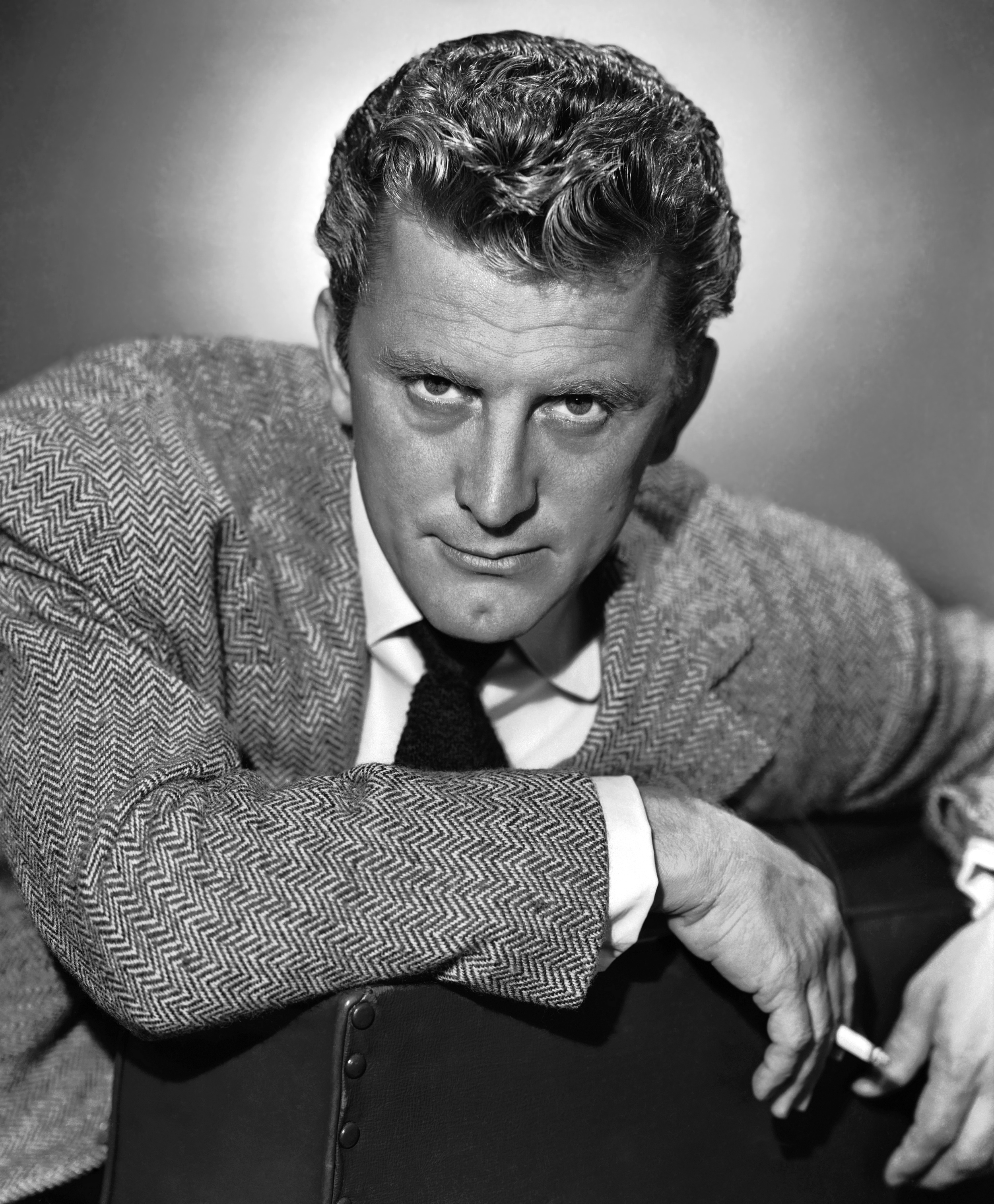
Kirk Douglas, diễn viên và nhà sản xuất phim.
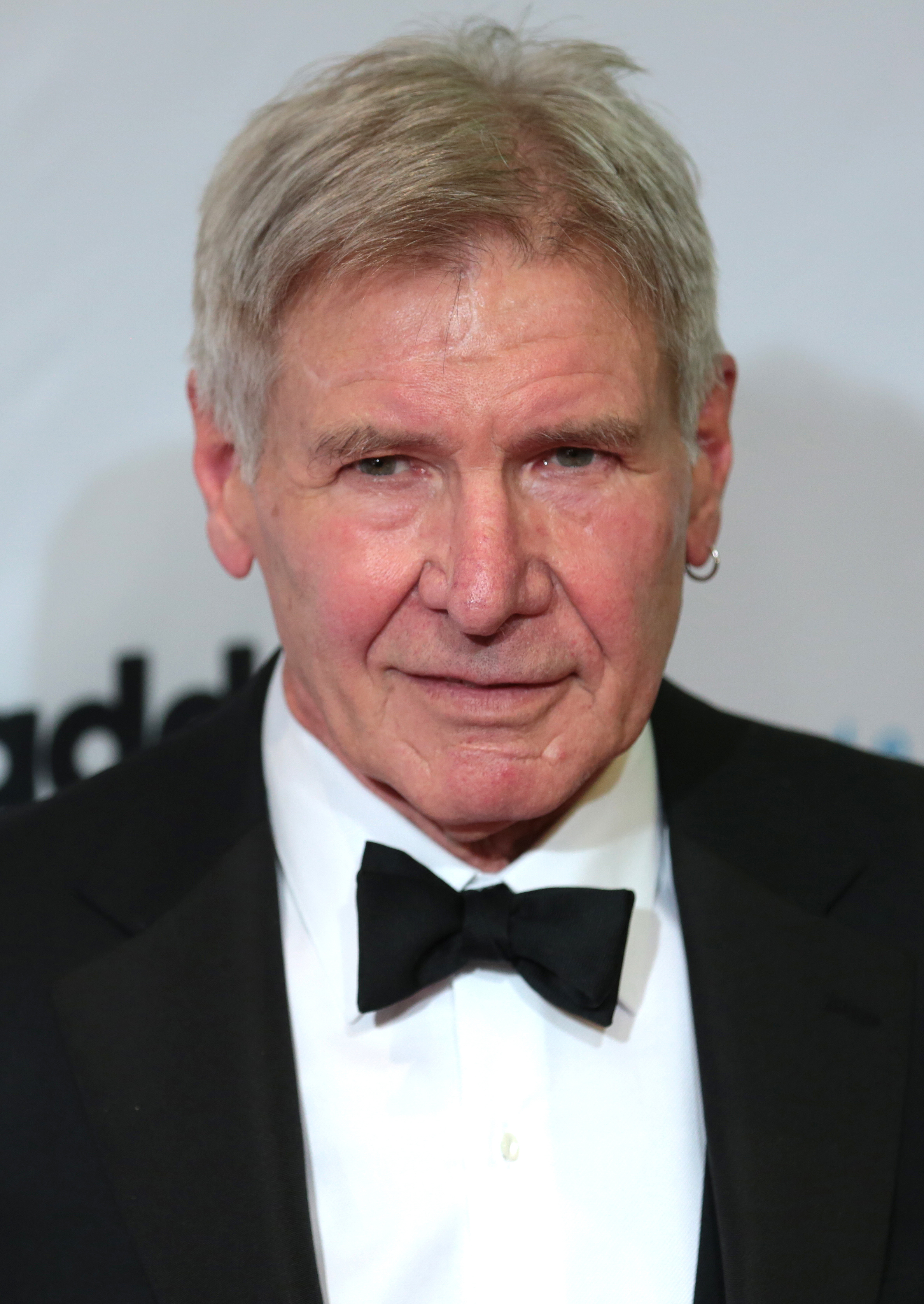
Harrison Ford, nam diễn viên.
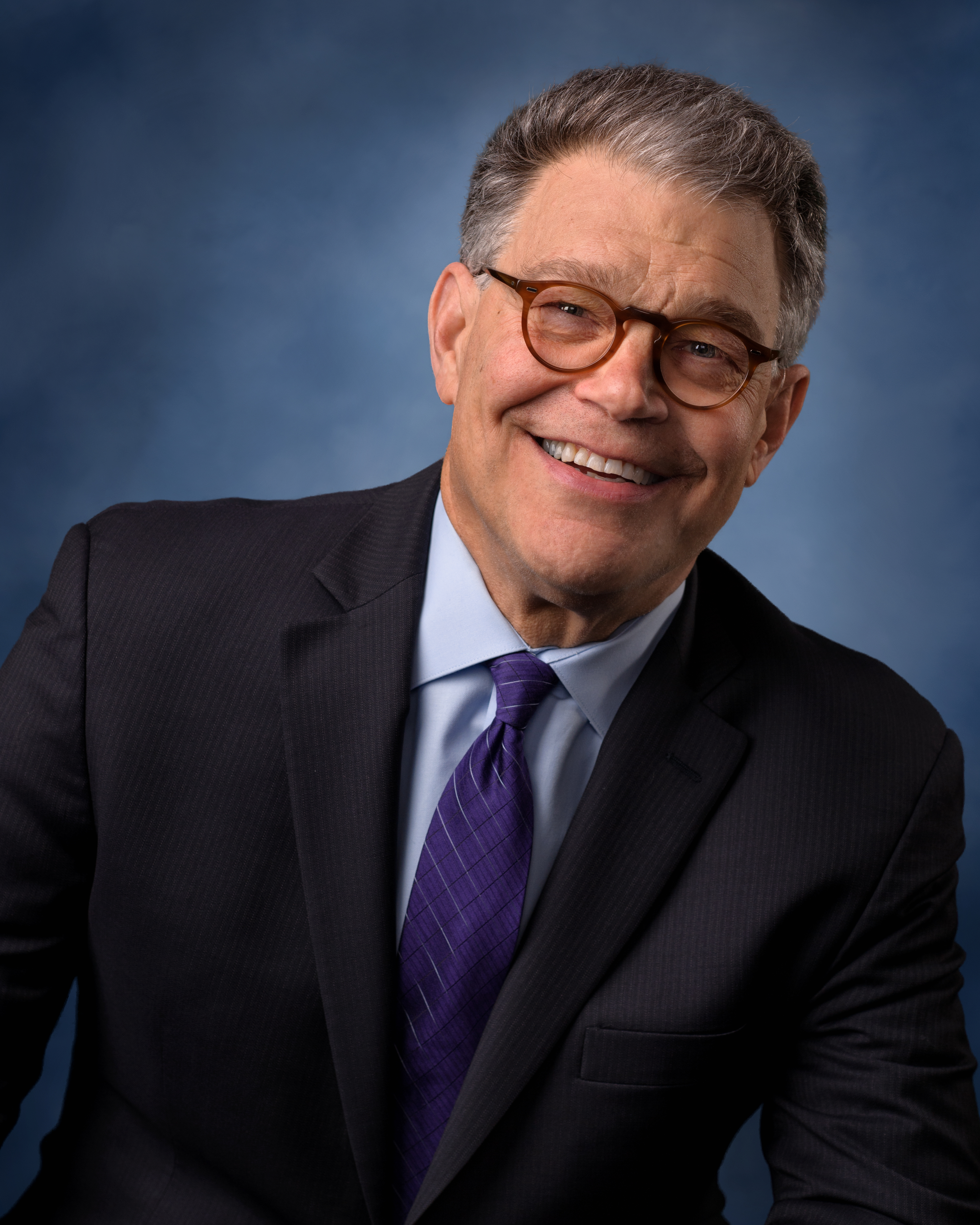
Al Franken, diễn viên hài, chính trị gia, nhân vật truyền thông.
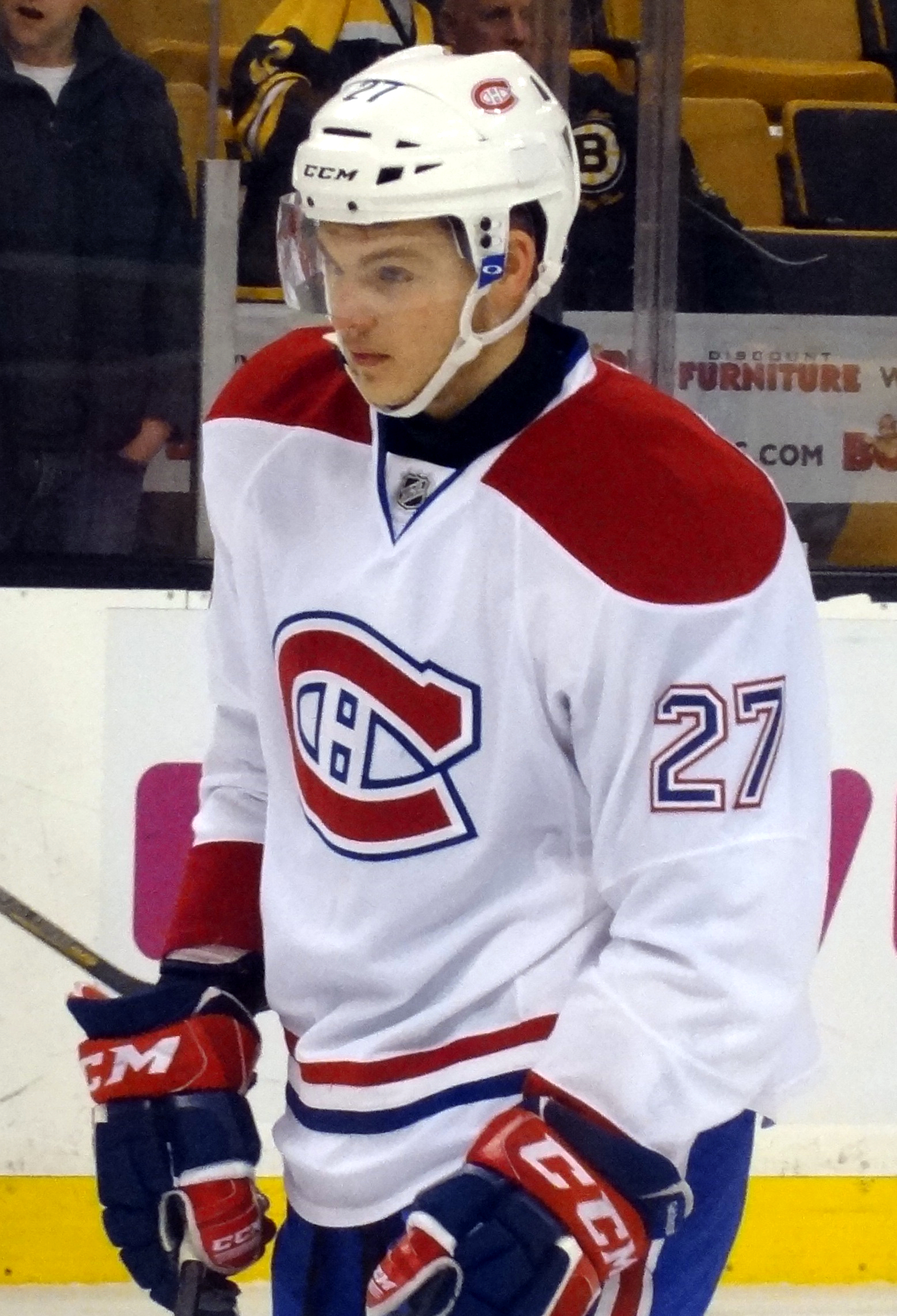
Alex Galchenyuk, vận động viên khúc côn cầu trên băng.
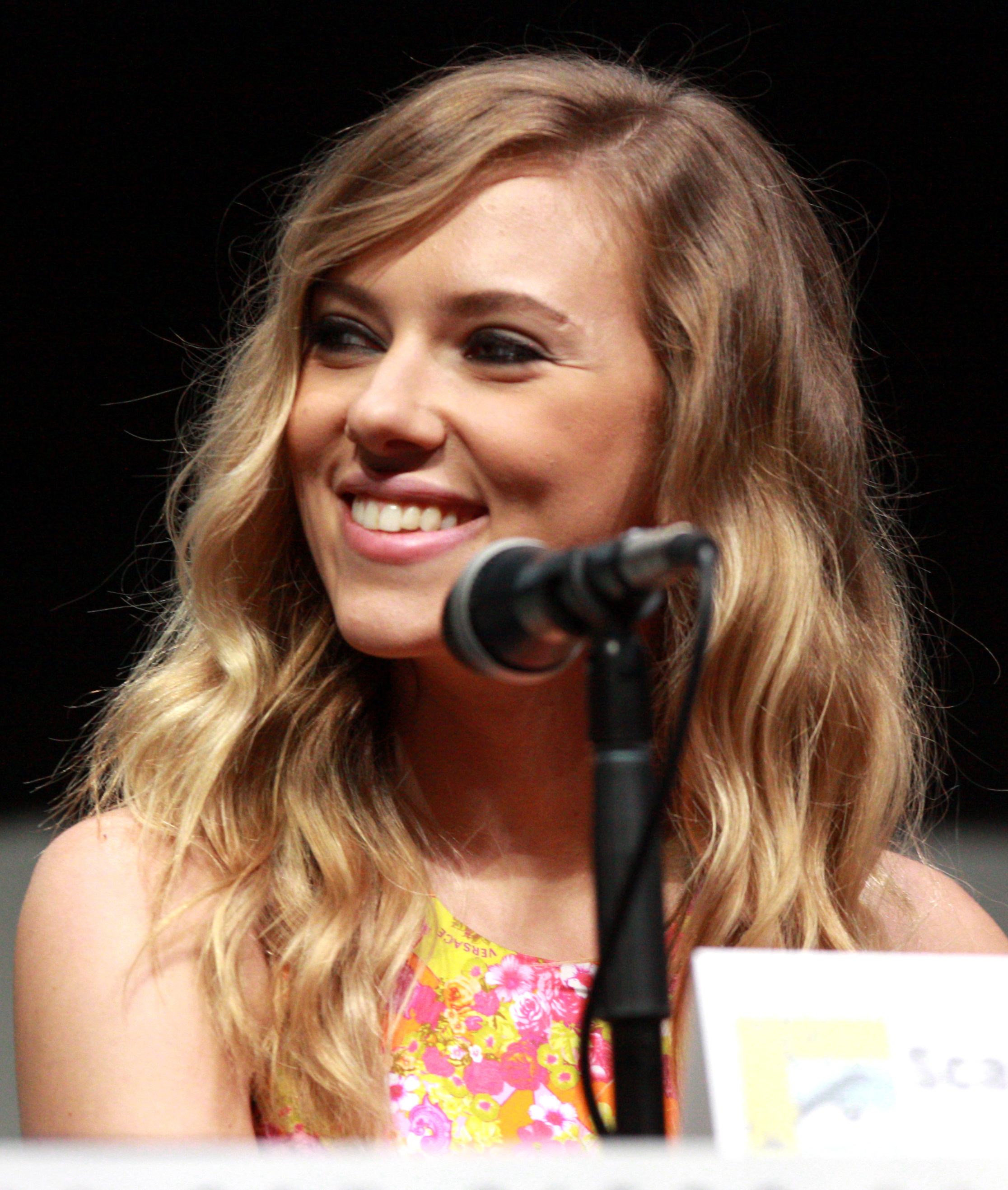
Scarlett Johansson, nữ diễn viên, người mẫu và ca sĩ.
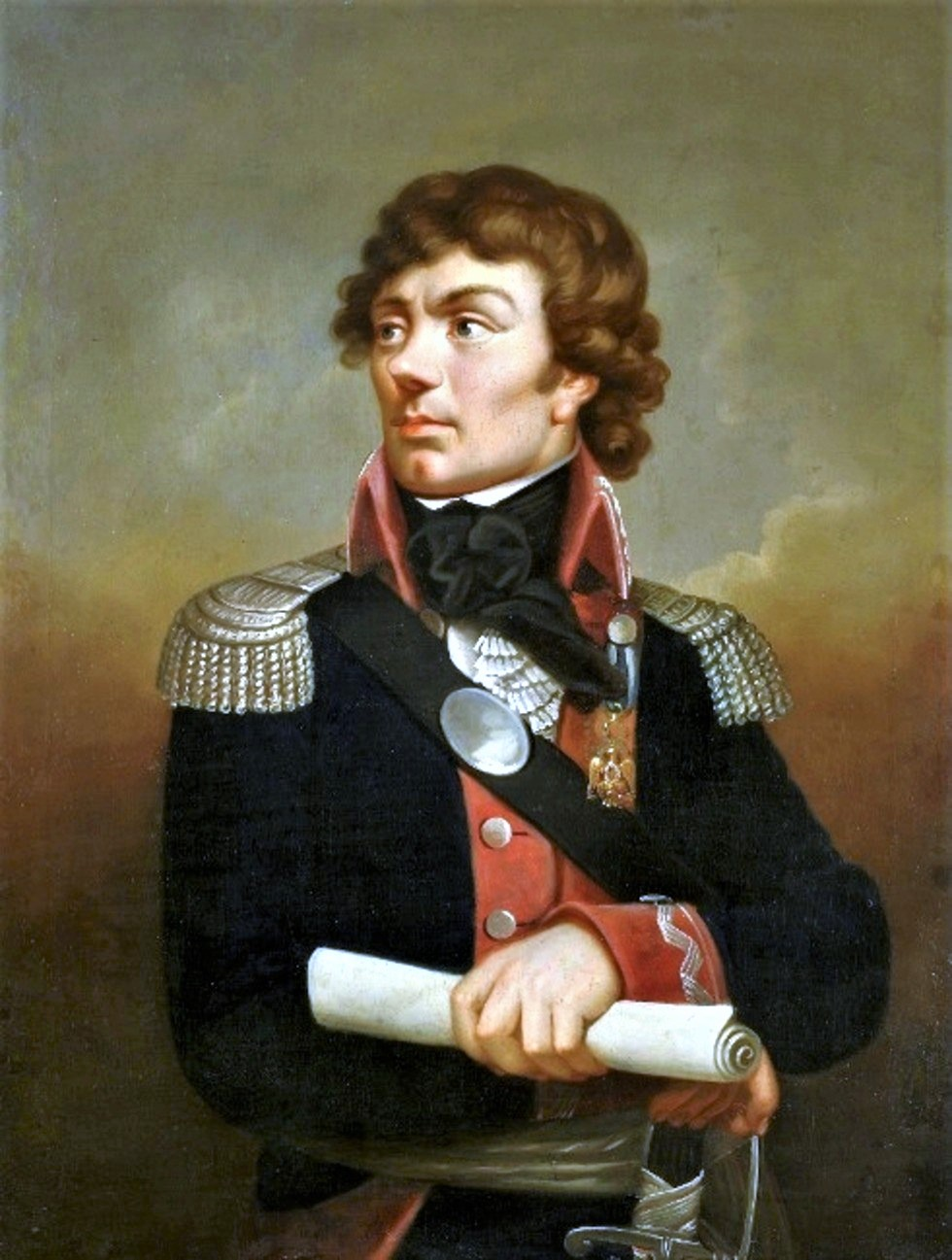
Tadeusz Kościuszko, tướng lĩnh.
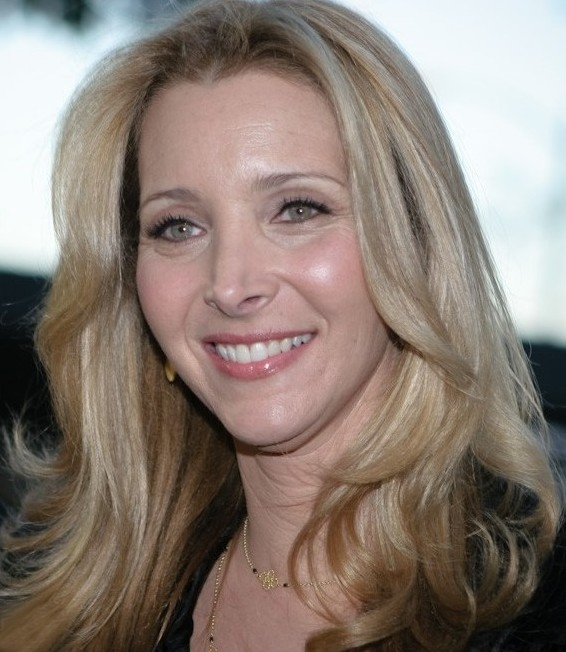
Lisa Kudrow, nữ diễn viên, diễn viên hài, nhà sản xuất và biên kịch.
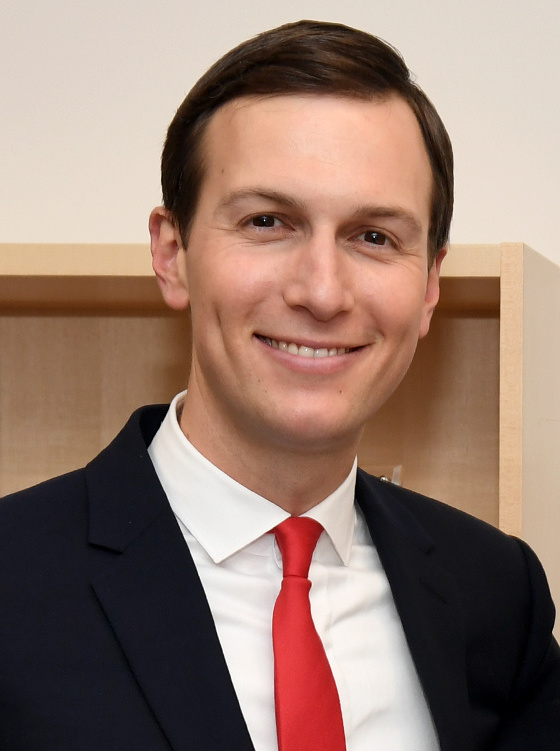
Jared Kushner, cố vấn cao cấp tổng thống Hoa Kỳ, doanh nhân, nhà phát triển và nhà xuất bản.
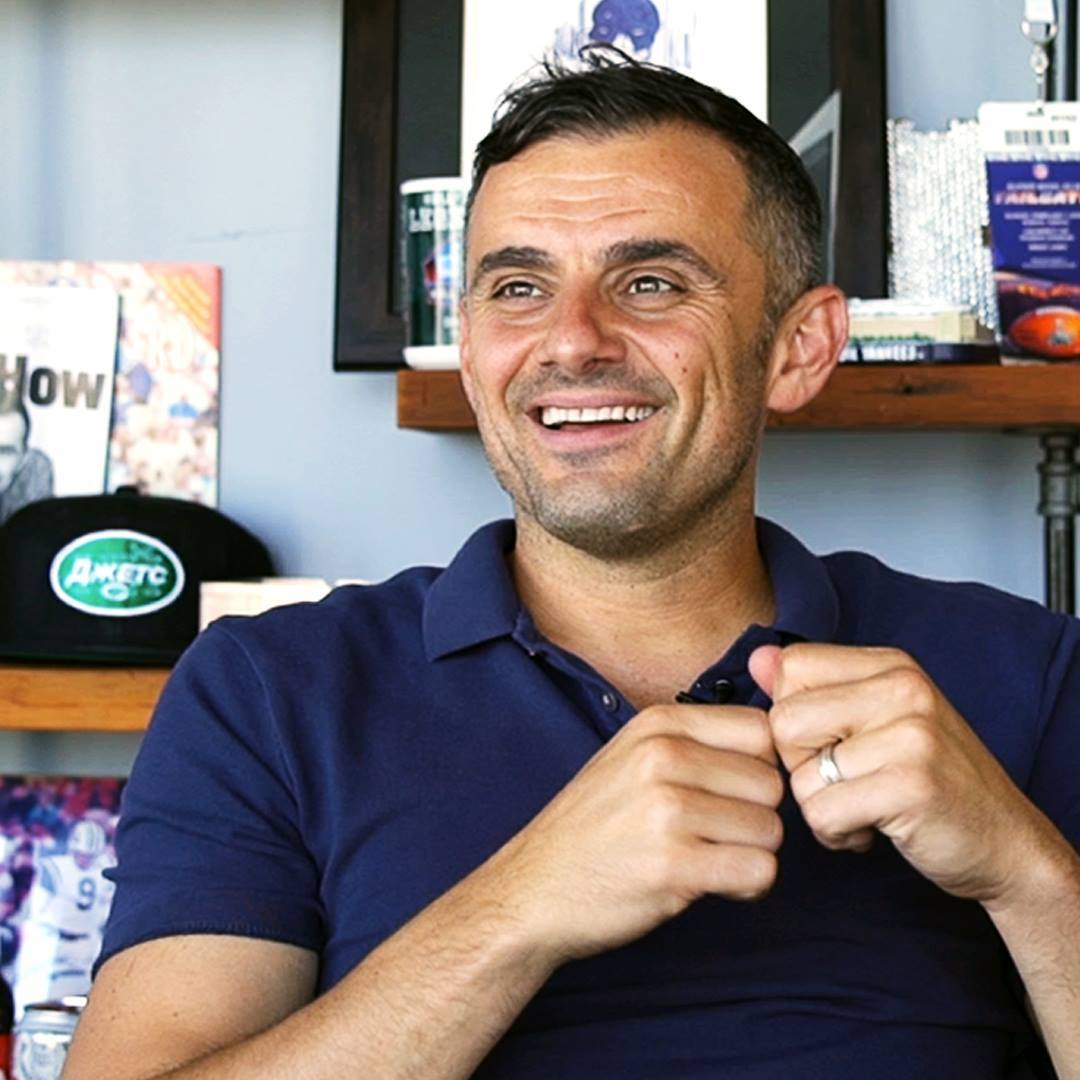
Gary Vaynerchuk, doanh nhân.